# Pánuco
Pánuco é um município do estado de Zacatecas, no México.